# Незміщена оцінка
Незміщена оцінка в математичній статистиці — це точкова оцінка, математичне сподівання якої рівне параметру, що оцінюється.

## Означення
- Статистика {\displaystyle {\hat {\theta }}} називається незміщеною оцінкою параметра {\displaystyle \theta \,}, якщо[1]

{\displaystyle \mu _{\hat {\theta }}=\operatorname {E} ({\hat {\theta }})=\theta }.
В іншому випадку оцінка називається зміщеною, а випадкова величина {\displaystyle {\hat {\theta }}-\theta } називається її зміщенням.

## Приклади
- Вибіркове середнє {\displaystyle {\bar {X}}={\frac {1}{n}}\sum \limits _{i=1}^{n}X_{i}} є незміщеною оцінкою математичного сподівання {\displaystyle X_{i}}, оскільки якщо {\displaystyle \mathbb {E} X_{i}=\mu <\infty ,\;\forall i\in \mathbb {N} }, то {\displaystyle \mathbb {E} {\bar {X}}=\mu }.

- Нехай випадкові величини {\displaystyle X_{i}} мають скінченну дисперсію {\displaystyle \mathrm {D} X_{i}=\sigma ^{2}}. Побудуємо оцінки : {\displaystyle S_{n}^{2}={\frac {1}{n}}\sum \limits _{i=1}^{n}\left(X_{i}-{\bar {X}}\right)^{2}} — вибіркова дисперсія, і : {\displaystyle S^{2}={\frac {1}{n-1}}\sum \limits _{i=1}^{n}\left(X_{i}-{\bar {X}}\right)^{2}} — виправлена вибіркова дисперсія.

Тоді {\displaystyle S_{n}^{2}} є зміщенною, а {\displaystyle S^{2}} незміщеною оцінками параметра {\displaystyle \sigma ^{2}}. Зміщеність {\displaystyle S_{n}^{2}} можна довести таким чином:
{\displaystyle {\begin{aligned}\operatorname {E} [S_{n}^{2}]&=\operatorname {E} {\bigg [}{\frac {1}{n}}\sum _{i=1}^{n}(X_{i}-{\overline {X}})^{2}{\bigg ]}=\operatorname {E} {\bigg [}{\frac {1}{n}}\sum _{i=1}^{n}{\big (}(X_{i}-\mu )-({\overline {X}}-\mu ){\big )}^{2}{\bigg ]}\\&=\operatorname {E} {\bigg [}{\frac {1}{n}}\sum _{i=1}^{n}(X_{i}-\mu )^{2}-2({\overline {X}}-\mu ){\frac {1}{n}}\sum _{i=1}^{n}(X_{i}-\mu )+({\overline {X}}-\mu )^{2}{\bigg ]}\\&=\operatorname {E} {\bigg [}{\frac {1}{n}}\sum _{i=1}^{n}(X_{i}-\mu )^{2}-({\overline {X}}-\mu )^{2}{\bigg ]}=\sigma ^{2}-\operatorname {E} {\big [}({\overline {X}}-\mu )^{2}{\big ]}\\&=\sigma ^{2}-{\frac {1}{n}}\sigma ^{2}={\frac {n-1}{n}}\sigma ^{2}<\sigma ^{2}.\end{aligned}}}
Де {\displaystyle \mu } і {\displaystyle {\overline {X}}} — середнє і його оцінка відповідно.